# Tectaria novoguineensis
Tectaria novoguineensis är en ormbunkeart som först beskrevs av Eduard Rosenstock, och fick sitt nu gällande namn av Carl Frederik Albert Christensen. Tectaria novoguineensis ingår i släktet Tectaria och familjen Tectariaceae. Inga underarter finns listade.